# Torre Nostra
La torre coneguda com a Torre Nostra de Torreblanca, a la comarca de la Plana Alta, és una torre defensiva catalogada, de forma genèrica, com Bé d'interès cultural amb anotació ministerial R-I-51-0010724, del 19 de febrer de l'any 2002.
La torre Nostra és una torre vigía costanera que data del segle xvii, que se situa en el passeig marítim de la platja de Torrenostra, en el municipi de Torreblanca, des d'on es pot controlar l'accés al mar. Se situa entre altres torres vigía de la zona com les torres vigías de Cap i Corb, a Alcalà de Xivert, al nord i la Sal, a Cabanes al sud.

## Història i descripció
Els experts consideren que la torre és del segle xvii, segons es pot constatar en el fet que no apareix en la crònica de Gaspar d'Escolano, publicada entre 1610-1611, ni apareix en cap mapa o descripció del nostre territori anterior a ell. No obstant això apareix en el Reglament del Cos Militar de la Costa del Virrey Vespasiano Manrique Gonzaga, datat en 1673, que la denomina Torre Nova de Torreblanca.
Quan es va dur a terme la seva construcció, la torre estava aïllada de la zona poblada, però l'expansió de Torreblanca ha fet que en l'actualitat la torre tingui edificis adossats en tots els costats excepte en la façana que mira al mar.
La seva planta és quadrada de 8,70 metres de costat i una altura de 9 metres d'altura. Els seus murs són amples, d'un metre de gruix, de fàbrica de maçoneria amb morter de calç i carreus (de calcària i arenisca) canteados en les cantonades i en les obertures.
Presenta a més quatre plantes, la planta baixa, dues plantes superiors i finalment la terrassa o coberta. Les plantes es comuniquen entre si per una escala de caragol que se situa a la zona oest de la planta. La porta d'accés estava en el lateral que mirava cap a Oropesa, i en l'actualitat està tapiada per la casa adossada, per això l'entrada ara es realitza per una obertura en la façana que dona al mar.
El seu caràcter defensiu queda reflectit en les lladroneres cilíndriques en les quatre cantonades i una altra sobre la porta d'entrada; així com per la presència d'espitlleres sobretot a la zona inferior.